# Vytautas Nalivaika

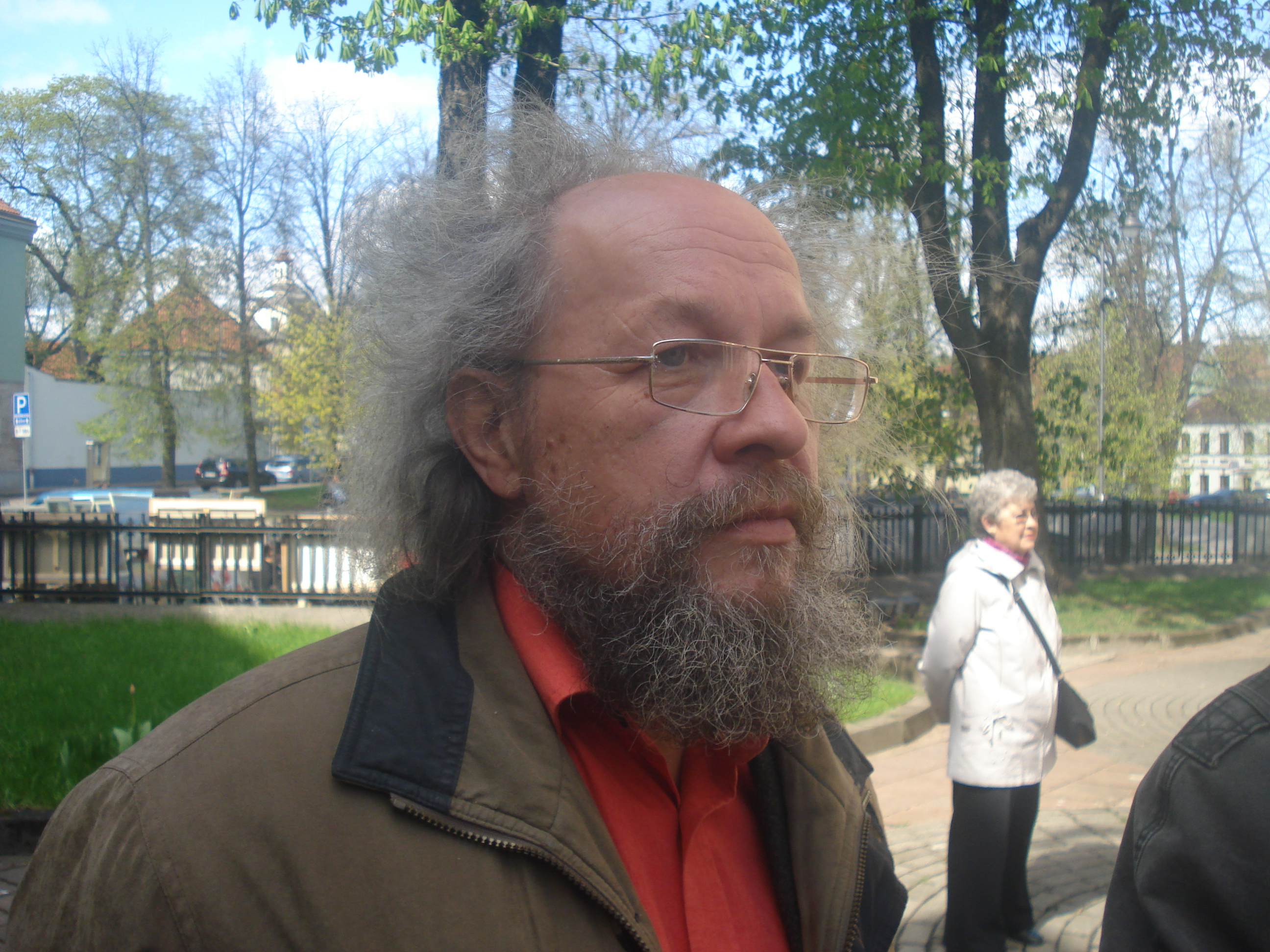
Vytautas Nalivaika (2011)

Vytautas Nalivaika (* 24. Oktober 1958 in Wilna) ist ein litauischer Bildhauer.

## Leben
Nalivaika studierte 1980–1986 am Wilnaer Kunstinstitut bei dem Bildhauer Gediminas Jokūbonis. Der Laternenanzünder in der Johannes-der-Täufer-Straße in der Altstadt Wilna war seine Diplomarbeit. Schon während des Studiums erhielt er Medaillen bei litauischen Ausstellungen und bei der Baltischen Triennale.
1987 gewann Nalivaika den zweiten Preis beim Wettbewerb für ein Denkmal zur Ehrung des künstlerischen Werkes des Architekten Dubeneckis. Er schuf das Denkmal für die Opfer der Nuklearkatastrophe von Tschernobyl in Visaginas. Für das Wilnaer Restaurant Stikliai gestaltete er Skulpturen und Teile der Innendekoration.
Nalivaika gestaltete ein Denkmal für den Mohren Hannibal des Zaren Peter I. und dessen Urenkel Alexander Puschkin nach einer Idee des Dichters Juri Leonidowitsch Kobrin, Das Denkmal wurde 2010 im Hof der Wilnaer russisch-orthodoxen St.-Paraskeva-Kirche aufgestellt, in der Hannibal 1705 mit Zar Peter I. als Pate getauft wurde.
Nalivaika ist Mitglied der Union der Künstler Litauens und lebt in Wilna. Er ist verheiratet und hat drei Kinder.